# Ryōki Kamitsubo
Ryōki Kamitsubo (上坪亮樹 Kamitsubo Ryōki) es un director de animación japonés. Sus principales obras incluyen la dirección de Hidamari Sketch con Akiyuki Shinbo, Softenni y Abnormal Psychology Seminar.

## Trabajos

### Director
- Abnormal Psychology Seminar OVA
- Hidamari Sketch
- Peacemaker Kurogane
- Softenni
- Star Ocean EX

### Storyboard
- Gamers!